# Zamek Strečno
Zamek Strečno (słow. Hrad Strečno, Strečniansky hrad, w przeszłości również Strechun, Strechyn, Streczen, Streczan, Strežín, węg. Sztrecsény vára) – ruiny zamku, w dużym stopniu zrekonstruowane, znajdujące się w miejscowości Strečno. Zamek zbudowano na wysokiej skale (103 metry wysokości) nad przełomem rzeki Wag  w miejscu zwanym Streczniańskim Przesmykiem.

## Historia
W epoce żelaza na dzisiejszym wzgórzu zamkowym znajdowała się osada kultury puchowskiej. Pierwszy zamek w tym miejscu wzniesiono w XIV wieku (wzmianka w 1321, ale zamek mógł powstać dopiero po tej dacie) – do dzisiaj pozostała z niego czworokątna wieża. Prawdopodobnie wzniósł go Mateusz Czak (Matúš Čák Trenčiansky, węg. Csák Máté). W 1384 zamek jest wspomniany w źródłach jako comitatus castri Strechyn. W 1397 na krótko właścicielem zamku został Sędziwój z Ostrorogu. W 1424 budowla stała się własnością królewską i weszła w skład wiana królowej Barbary, żony Zygmunta Luksemburczyka. Przez ponad 20 lat Strečno było majątkiem rodu Pongrác, później znajdowało się w rękach m.in. Jana Korwina (nieślubnego syna króla Macieja Korwina) i Jana Zápolyi. W czasie rozbudowy gotyckiej dodano zabudowania pałacowe, kaplicę i pierwsze podgrodzie. W XVI wieku powstało drugie podgrodzie i potężne fortyfikacje.
W XVII wieku zamek przeszedł na własność rodu Wesselényi, który przebudował go na najnowocześniejszą twierdzę nad Wagiem. Ponieważ Wesselényi był zamieszany w antyhabsburski spisek, warownię rodzinie skonfiskowano. W czasie powstania Thökölyego zamek był jedną z siedzib kuruckich powstańców, więc po jego klęsce został spalony przez wojska cesarskie. Od tamtego czasu niszczał aż do lat 70. XX wieku (choć w okresie międzywojennym dokonano konserwacji murów). Wtedy rozpoczęto rozległe prace rekonstrukcyjne, trwające do 1995 r.
W 1689 r. odkryto (45 lat po śmierci) niezmienione ciało Žofii Bosniakovej, żony palatyna Węgier Franciszka Wesselényiego, słynącej z pobożności. Jej zmumifikowane zwłoki przechowywane były w kościele w miejscowości Teplička nad Váhom. W kwietniu 2009 r. zostały one wywleczone z kościoła i spalone przez 31-letniego mężczyznę, chorego psychicznie. W krypcie pod kaplicą zamkową znajduje się kopia mumii.

## Zamek dzisiaj
Podczas prac rekonstrukcyjnych odbudowano główną bramę, wieżę główną, pałace południowy i północny oraz kaplice. Pozostałe części zamku zakonserwowano oraz uzupełniono niektóre ubytki.
Do zamku wchodzi się przez dwa mosty zwodzone nad dawną fosą. Dla turystów przygotowano ekspozycję przedstawiającą znaleziska z wykopalisk na zamku – fragmenty portali, kafle, szczątki płyt nagrobnych. W jednej z wież znajdowała się w przeszłości głodomornia – miejsce, gdzie przetrzymywano więźniów skazanych na śmierć głodową. Na szczycie najwyższej wieży jest punkt widokowy, z którego rozpościera się szeroka panorama okolicy (wejście po 70 schodach).
Na terenie zamku znajduje się także studnia, głęboka na 88 metrów.
Zamek jest udostępniany turystom od maja do października. Dojście od parkingu pod skałą zajmuje przeciętnie 10-15 minut.

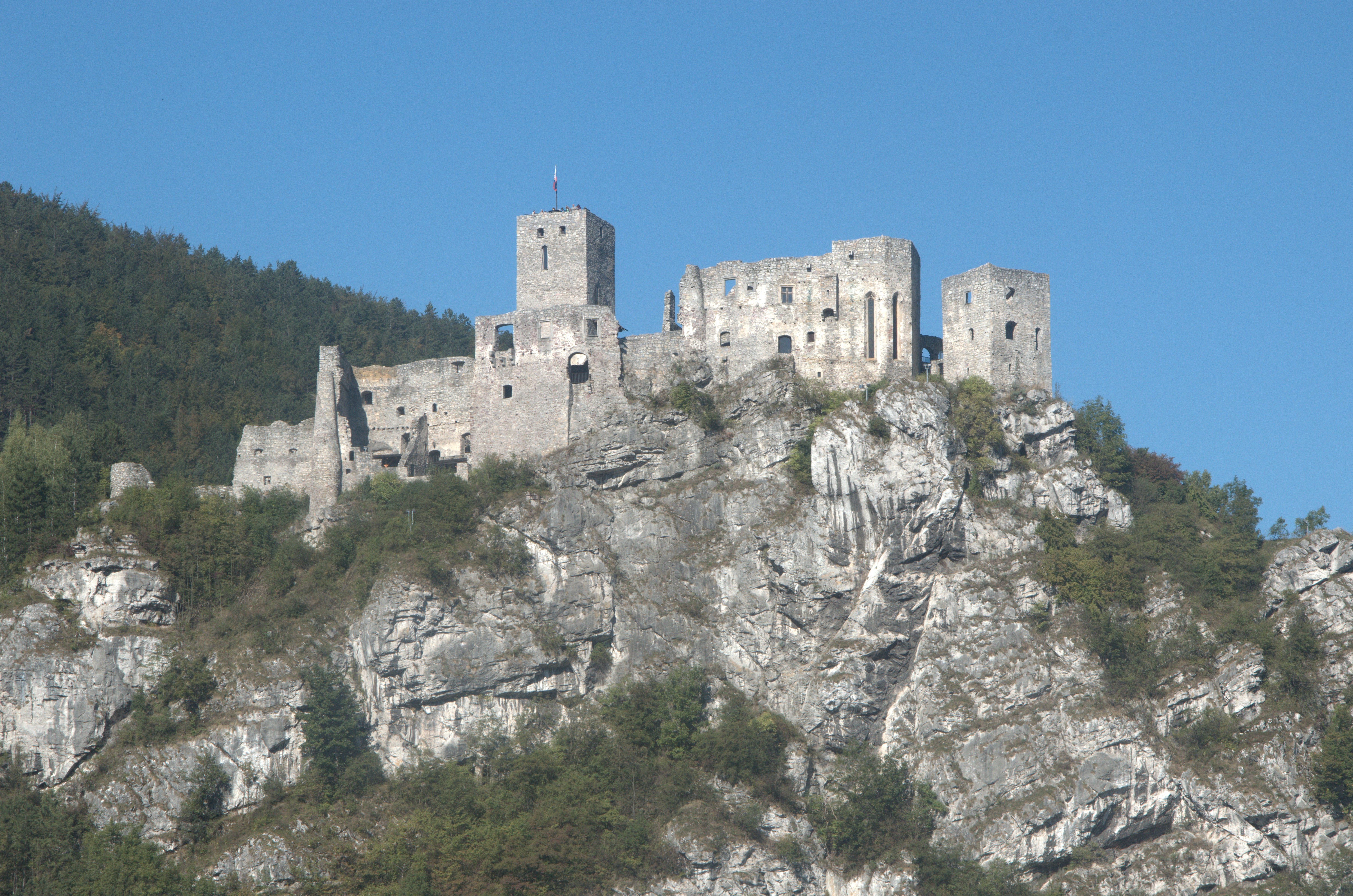
Zamek od wschodniej strony
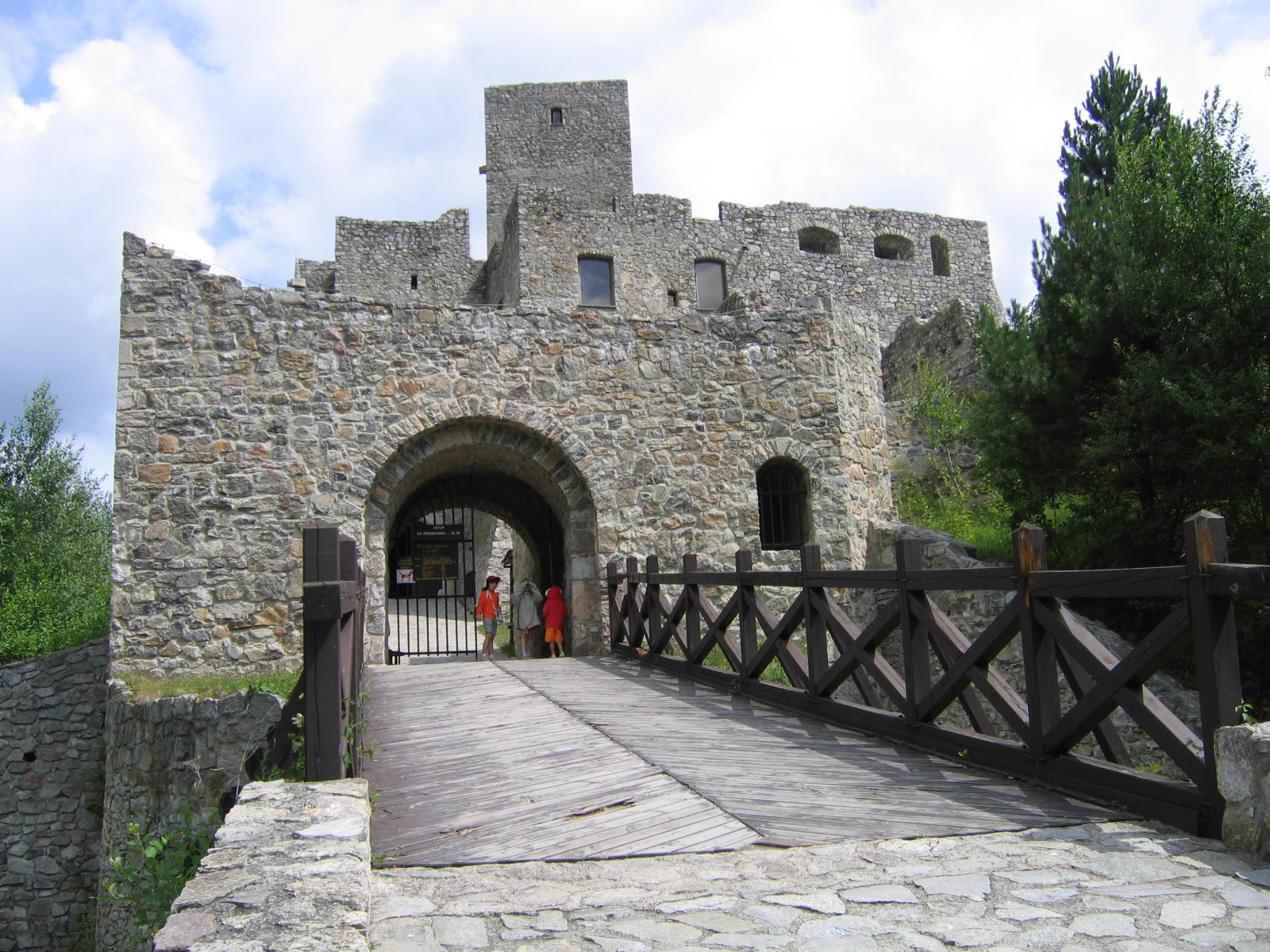
Wejście do zamku
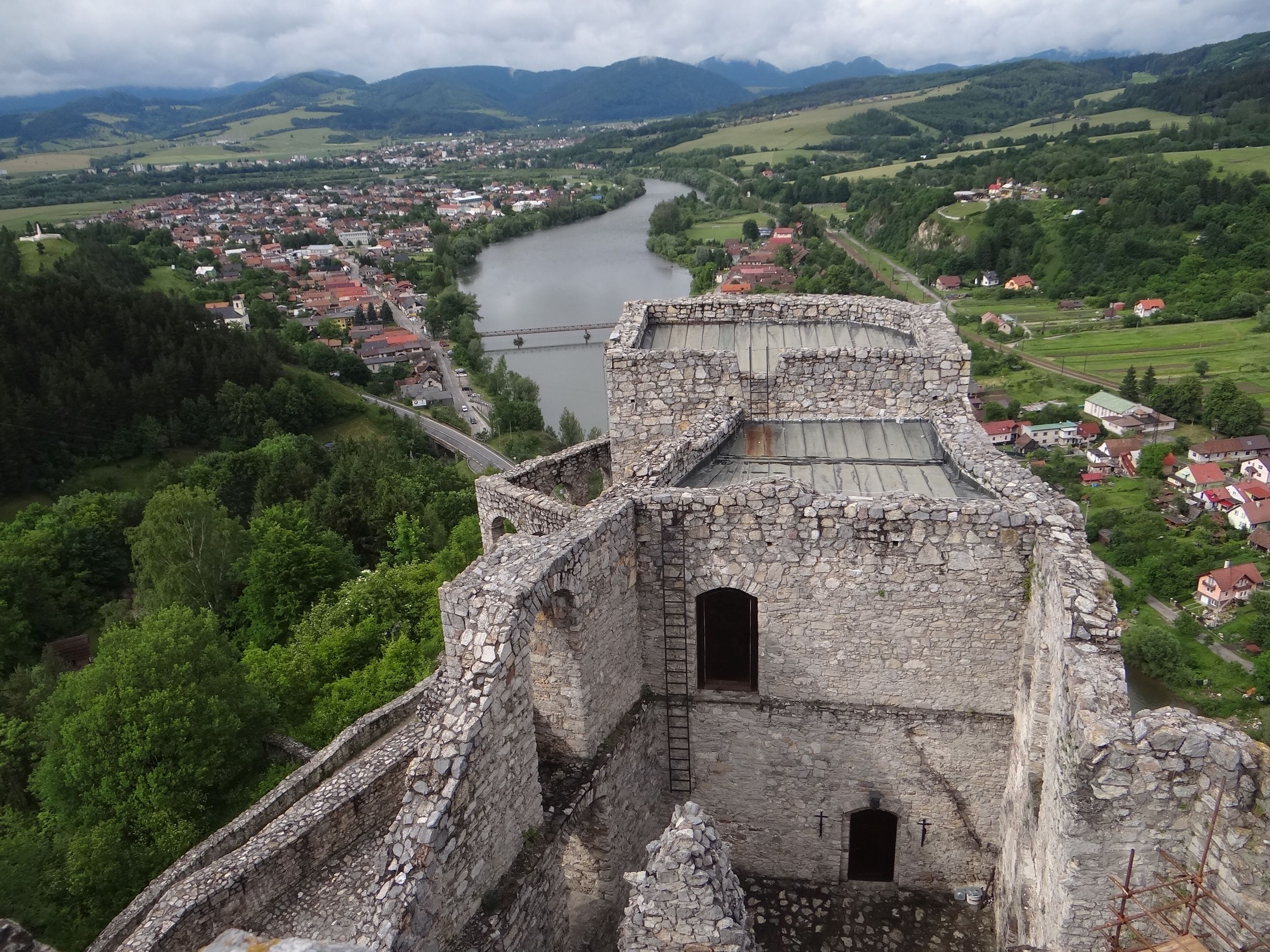
Widok z wieży zamku (w głębi Wag)
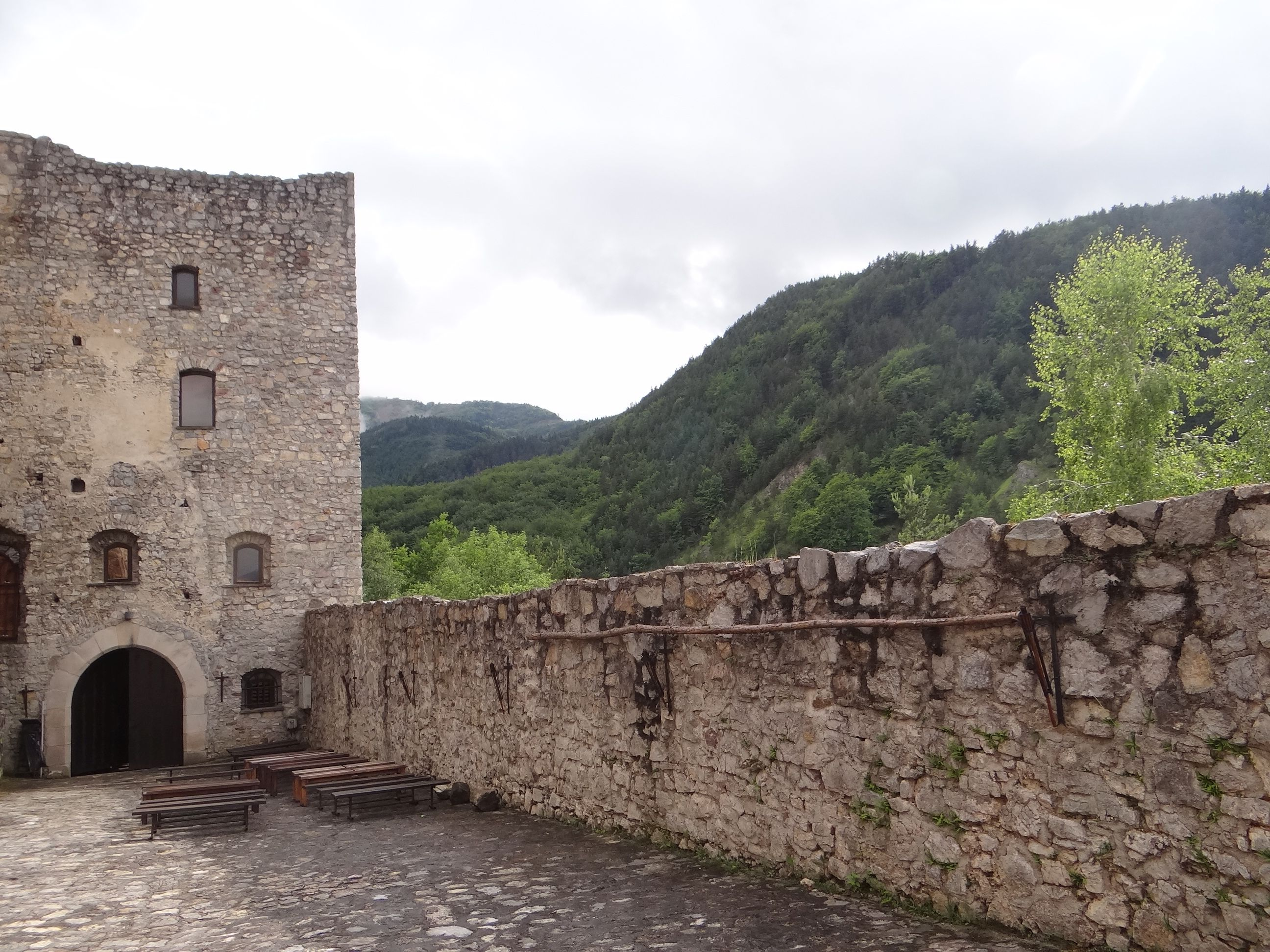
Fragment zamku